# Hapsidotermes
Hapsidotermes es un género de termitas isópteras perteneciente a la familia Termitidae que tiene las siguientes especies:
1. Hapsidotermes harrisi
2. Hapsidotermes labellus
3. Hapsidotermes longius
4. Hapsidotermes maideni
5. Hapsidotermes orbus